# Giuseppe Remuzzi
Giuseppe Remuzzi (Bergamo, 3 aprile 1949) è un medico italiano.
Ha collaborato come docente di nefrologia con diverse università italiane, britanniche e statunitensi. Relativamente al suo livello accademico e di rilevanza nel mondo scientifico, basandosi sull'H-index, viene considerato uno dei migliori ricercatori italiani.

## Biografia

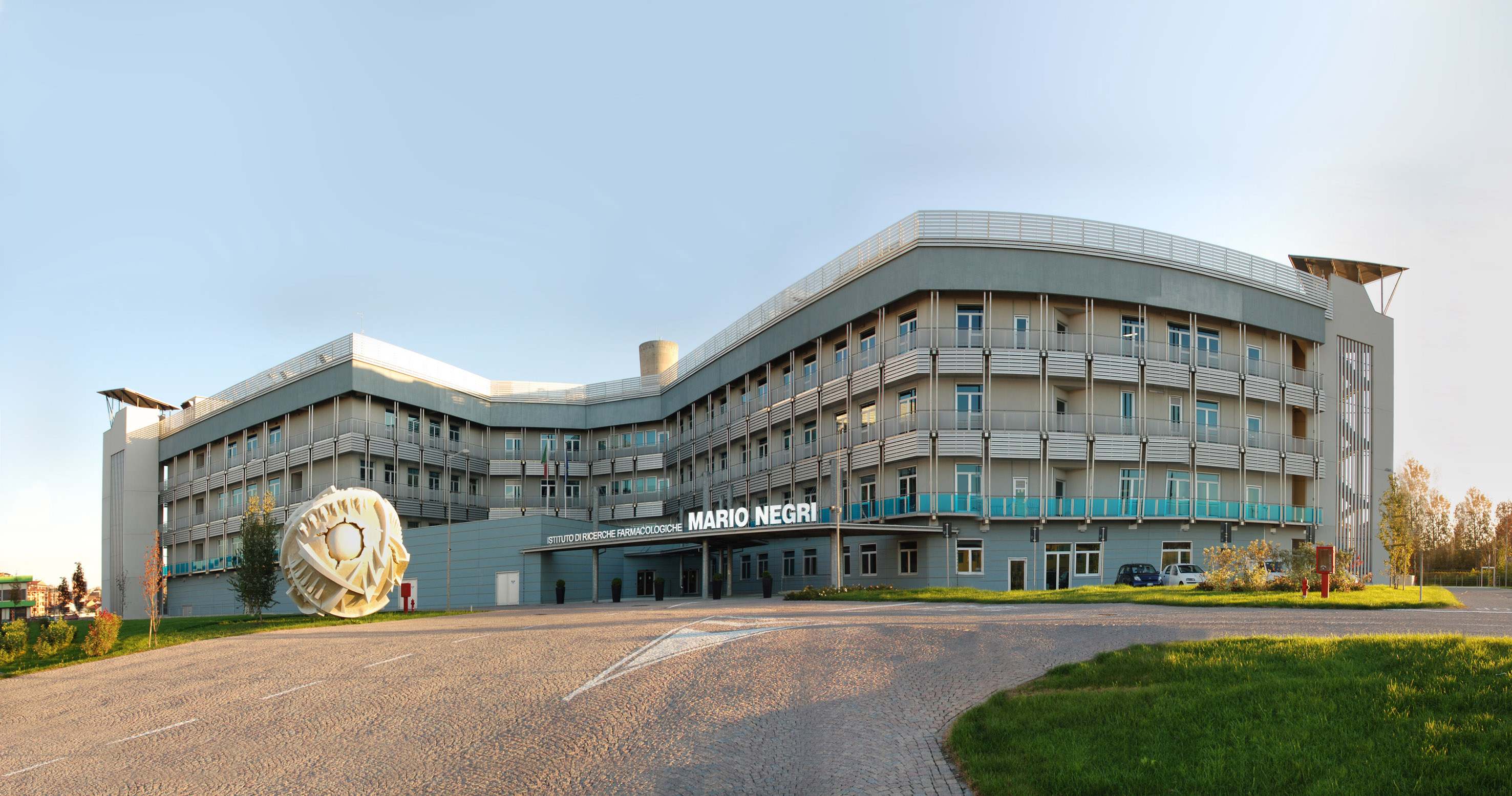
Istituto Mario Negri di Milano

Laureatosi in medicina e chirurgia all'Università di Pavia nel 1974, successivamente si specializzò in ematologia ed in nefrologia. Nel 1975 ha iniziato a lavorare nel reparto di nefrologia degli Ospedali Riuniti di Bergamo, per diventarne poi primario nel 1999.
Ha iniziato a collaborare con l'Istituto di ricerche farmacologiche "Mario Negri" di Milano già negli anni ottanta: vi ha coordinato tutte le attività di ricerca relative alle malattie renali; dal 1º luglio 2018 ne è diventato direttore, succedendo al fondatore Silvio Garattini. 
Nel 2001 è intervenuto al programma televisivo di Raiuno 125 milioni di caz..te in cui spiegò la donazione degli organi ad Adriano Celentano.
Nel 2013 è stato nominato presidente della Società internazionale di Nefrologia.
Nel 2022 ha ricevuto il premio culturale "Il Coltello d'Oro" a Frosolone (IS).

## Opere
- Giuseppe Remuzzi, Antonio Maturo, Tra Igea e Panacea. Riflessioni su medicina e società, Franco Angeli, 2005, ISBN 9788846471758.
- Giuseppe Remuzzi, Antonio Maturo, Ci curano o ci curiamo? Il malato tra crisi economica e responsabilità individuale, Franco Angeli, 2005, ISBN  9788820423711.
- Giuseppe Remuzzi, La scelta. Perché è importante decidere come vorremmo morire, Sperling & Kupfer, 2015, ISBN 9788820057664.
- Giuseppe Remuzzi, Siamo geni. Uno straordinario viaggio nel corpo umano in 44 brevi lezioni, Sperling & Kupfer, 2016, ISBN 9788820060848.
- Giuseppe Remuzzi, La salute (non) è in vendita, Laterza, 2018, ISBN 9788858132562.
- Giuseppe Remuzzi, Le impronte del signor Neanderthal. Come la scienza ricostruisce il passato e disegna il futuro, Solferino, 2021, ISBN 9788828207368.
- Antonio Clavenna, Giuseppe Remuzzi, Arrigo Schieppati, Covid: prevenire, curare, conviverci. Tutte le risposte dell'Istituto Mario Negri, Vallardi, 2021, ISBN 9788855056328.
- Giuseppe Remuzzi, Bergamo che non ti aspetti, Bolis, 2022, ISBN 9788878275294.
- Giuseppe Remuzzi, Quando i medici sbagliano. E come discuterne in pubblico, Laterza, 2022, ISBN 9788858146668.
- Giuseppe Remuzzi, Le monetine di Roosevelt. Una storia dell'umanità attraverso i vaccini, Solferino, 2022, ISBN 9788828210160.